# Ewangelické Cjrkewnj Nowiny
Ewangelické Cjrkewnj Nowiny egy szlovák nyelven megjelenő egyházi, evangélikus lap volt a Magyar Királyságban. Pesten adták ki kéthetente 1860 és 1862 között.